# 阿尔卡尼伊索
阿尔卡尼伊索，是西班牙卡斯蒂利亚-拉曼恰托莱多省的一个市镇。总面积14平方公里，总人口319人（2001年），人口密度23人/平方公里。